# المنطقة العسكرية الثالثة (الجزائر)

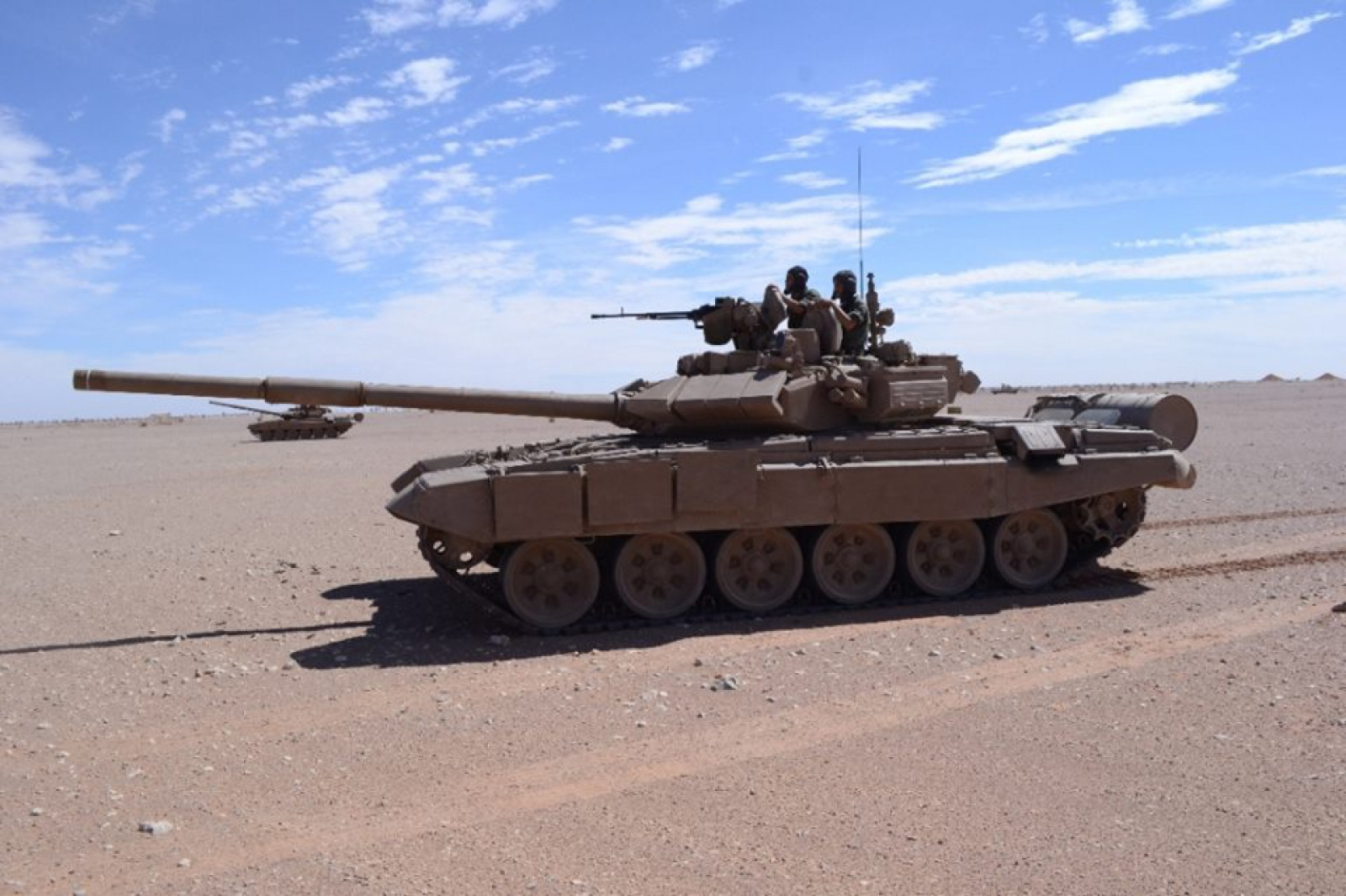
دبابة هجومية تابعة للجيش الجزائري من طراز T-90S أثناء تدريبات بالذخيرة الحية بالقرب من تندوف، جنوب غرب الجزائر.

المنطقة العسكرية الثالثة أو الناحية العسكرية الثالثة هي منطقة عسكرية تابعة للقوات المسلحة الوطنية الشعبية الجزائرية. يقع مقرها الرئيسي في مدينة بشار.
نشأ نظام المنطقة العسكرية، الذي تم تبنيه بعد الاستقلال بفترة وجيزة، من هيكل ولاية الحرب الجزائرية والحاجة إلى محاربة التمردات الإقليمية. يتحكم ويدير قادة المناطق القواعد واللوجستيات والإسكان فضلاً عن تدريب المجندين. يقدم قادة فرق وألوية الجيش ومنشآت القوات الجوية والقوات البحرية التقارير مباشرة لوزارة الدفاع الوطني ورؤساء أركان الخدمة في الأمور العملياتية.